# حامد يوسف حمادي
حامد يوسف حُمّادي الناصري (10 تشرين الأول/أكتوبر 1935 - 24 أيار/مايو 2022) وزير عراقي سابق. تقلد منصب وزير الثقافة والإعلام ثم وزير الثقافة، بالإضافة إلى سكرتير الرئيس صدام حسين.

## ولادته ونشاته
ولد حامد الناصري في يوم 10 أكتوبر 1935 في جانب الكرخ من مدينة بغداد، وينتمي إلى فخذ ألبو خسارة، من عشيرة اللطيفات من ألبو ناصر، وهي واحدةٌ من أكبر عشائر تكريت، وهي العشيرة ذاتها التي ينتمي لها الرئيس صدام حسين. أمضى حمادي طفولته وشبابه في بغداد ودرس في مدارسها، وحصل على شهادة بكالوريوس في الأدب الإنكليزي بدريجة امتيازٍ من جامعة بغداد، ثم حصل على شهادة الكفاءة باللغة الإنكليزية من جامعة كامبريدج البريطانية، ثم شهادة ماجستير في العلوم الإدارية من جامعةِ دلفت للتكنولوجيا من هولندا. لم يشتغل باعمال تجارية بل انه منع حتى ابناءه من مزاولة التجارة لتحنب أي شبهات تمس السمعة أو فيها مظالم للناس.
وتزوج في عام 1967، ليكون لهُ 5 أبناءٍ وبنات.

## المناصب والأعمال
شغل حامد الناصري العديد من المناصب الهامة، ومنها: مدير عام المركز القومي للاستشارات والتطوير الإداري، التابع لوزارة التخطيط العراقية في عام 1971، وفي هذا المنصب، أسندت إليه مهمة بناء وتعزيز قدرات العاملين في الجهاز الإداري الحكومي ومنظمات المجتمع المدني مما ساهم في تحقيق التنمية الإدارية. أما في تشرين الأول من عام 1975، فقد عين مديراً لمكتب الرئيس صدام حسين، عندما كان صدام نائباً لرئيس الجمهورية. وفي تموز من عام 1982، عين حمادي سكرتيراً خاصاً بدرجة وزير لرئيس الجمهورية صدام حسين. ثم في تموز عام 1991، أصبح وزيراً للثقافة والاعلام. وفي آب 1997، عين مستشاراً لرئيس الجمهورية. كما عين رئيساً لمجلس أمناء بيت الحكمة في بغداد مطلع عام 1998، وهو احد أبرز المراكز والمؤسسات البحثية الثقافية على مستوى العالم العربي والإسلامي. أما آخر المناصب الرسمية التي تقلدها قبل الغزو الأمريكي على العراق عام 2003، فهي وزيراً للثقافة والفنون في آذار 2001.

## اعتقاله في سجن المطار
اعتقل يوم 1 أيار 2003، ثم أطلقت السلطات العراقية سراحه يوم 12 نيسان 2012.
على الرغم من أنه لم يكن على قائمة الـ55 مطلوباً لحكومة واشنطن، وكان اعتقاله في سجن المطار وقضى خلالها حوالي 9 سنوات، وذكر وزير التجارة محمد مهدي صالح أن حامد يوسف حمادي قد كتب مذكراته حين كان معتقلاً، استجابة لطلب الرئيس صدام حسين، واقترح عليه صدام أن يكون عنوان المذكرات "كنت سكرتيراً للرئيس صدام"، وتوفي حامد قبل أن تُنشر مذكراته. وطلبت إفادته في المحكمة التي أسستها الحكومة العراقية في قضية الدجيل، ثم أثبتت براءته من كل التهم المنسوبة اليه. وسافر بعدها مع عائلته إلى دولة الامارات العربية المتحدة، وبقي هناك حتى وفاته عام 2022.

## وفاته
توفي حامد الناصري في يوم 24 أيار عام 2022، إثر إصابته بمرضٍ عضال، ونعتته الكثير من الشخصيات الهامة والبارزة، مستذكرةً مواقفه المشرفة وإنجازاته الهامة.